# Métro Tyne & Wear

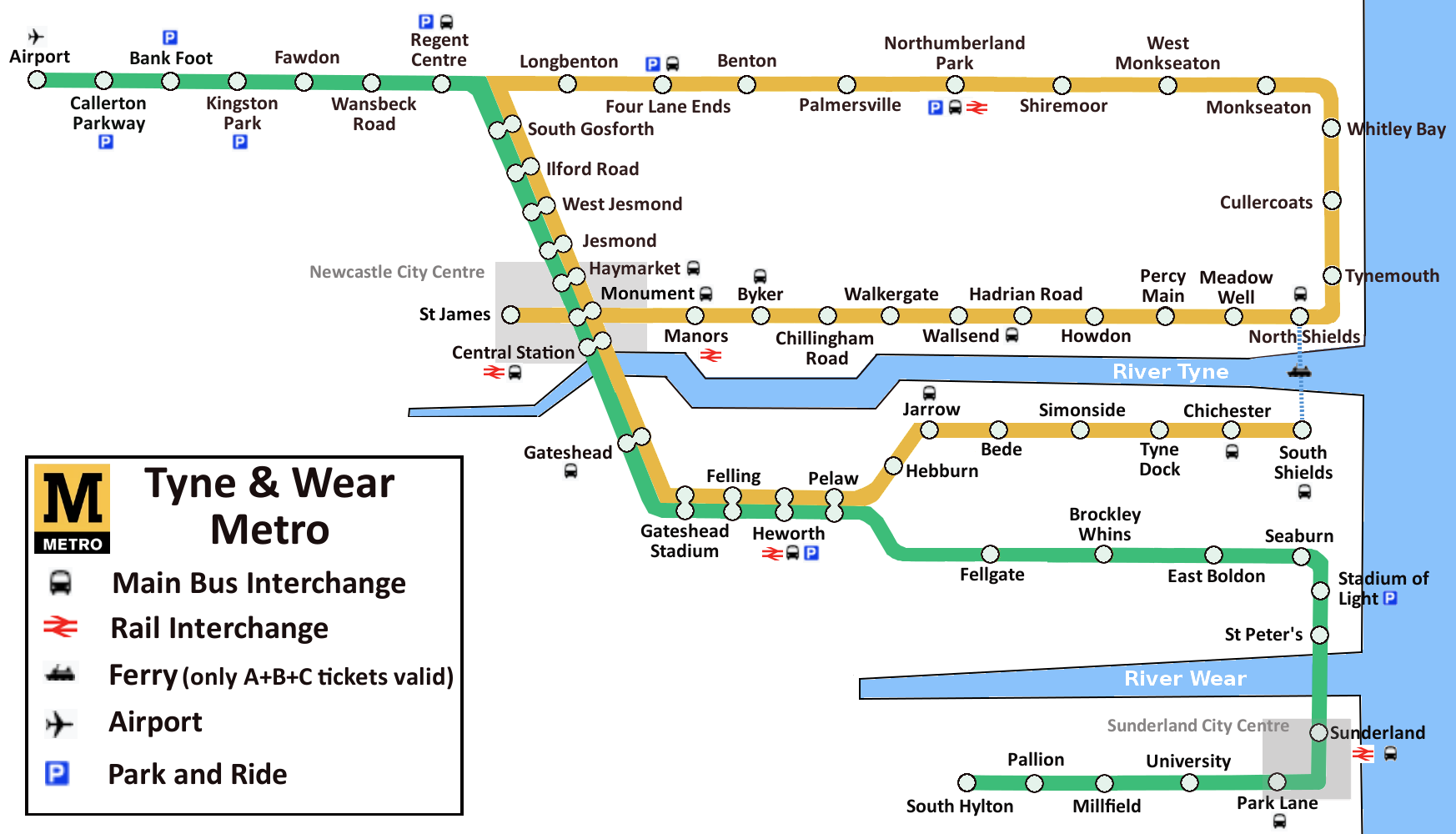

Le Tyne & Wear Metro est un système de transport en commun qui dessert l'agglomération de Newcastle-upon-Tyne, au Royaume-Uni. Ouvert en 1980, le réseau tire son nom des deux rivières qui coulent dans les environs : la Tyne et le Wear.
Le réseau a été constitué grâce à la conversion de plusieurs lignes de train de banlieue, reliées entre elles par des tunnels sous le centre-ville ainsi qu'un nouveau viaduc sur la Tyne. Il totalise aujourd'hui 77,7 km de voies et 60 stations. Les rames sont au gabarit ferroviaire et alimentées par caténaires en 750 V CC.
Le Tyne & Wear est un système hybride comportant à la fois les caractéristiques d'un métro avec un matériel à plancher haut et circulant partiellement en tunnel, et celles d'un tramway avec de nombreux passages à niveau. Certaines sections sont également partagées avec les trains nationaux. Il est généralement classé comme un métro léger.

## Historique

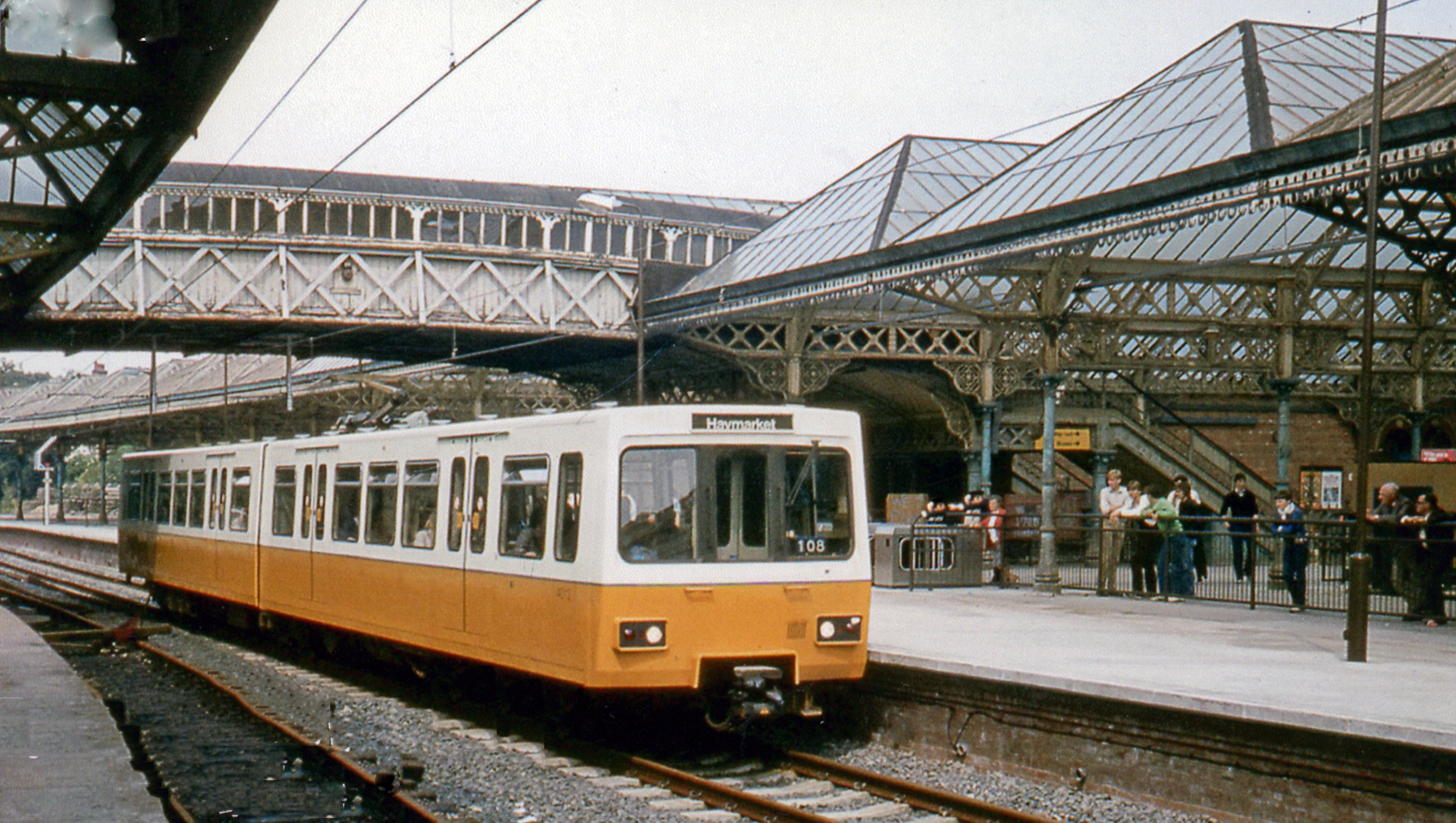
Gare de Tynemouth avec une rame du métro en 1980

La construction du Tyne & Wear commence à la station Haymarket (en) en 1974 après avoir obtenu le feu vert du gouvernement britannique. La première ligne entre Haymarket et Tynemouth entre en service en 1980. Un an plus tard, une antenne est mise en service sur la même  ligne entre South Gosforth et Bank Foot et la ligne principale est prolongée de six stations sur la rive sud de la Tyne, jusqu'à Heworth.
La ligne est encore prolongée en 1981 puis en 1984. En 1994, l'aéroport international de Newcastle est desservi ; puis en 2002 la ville voisine de Sunderland.
Malheureusement, à la suite de la privatisation des transports publics, les recettes ne connurent pas la croissance souhaitée. De nombreuses  lignes de bus concurrencèrent le métro en réalisant des trajets directs entre l'agglomération et le centre de Newcastle sans obliger le passager à prendre une correspondance.
Aussi le Tyne&Wear dut fermer des portions de son réseau et diminuer ses fréquences. Au début il subsistait encore une ligne bleu entre St James et North Shields  passant par Monument et Wallsend. Une ligne rouge venait également renforcer la fréquence sur la ligne jaune entre Benton et Pelaw : sur cette partie il y avait un train toutes les 5 minutes.
En 1997 et 1997 les lignes jaune et verte ainsi que la ligne rouge circulaient le samedi durant les heures d'ouverture des magasins. Les jours ouvrés la fréquence était d'un train toutes les 10 minutes  portée à 7,5  minutes aux heures de pointe et limitée à 15 minutes aux heures creuses et le dimanche. Entre Pelaw et South Gosforth il y avait plus de trains le samedi que durant les heures de pointe des jours ouvrés.
Aujourd'hui (2006) les rames circulent toutes les 12 minutes tout au long de la journée avec un renforcement aux heures de pointe. La fréquence ne peut pas être exactement respectée à cause des interférences avec les trains régionaux sur le tronçon de Sunderland.

## Lignes
Le réseau comporte actuellement (2006) 2 lignes , 76,5 km de voies et 58 stations. 45 km proviennent de l'ancien réseau de British Rail, 13 km ont été construits dont 6,1 km en souterrain dans le centre de Newcastle et Gateshead. La rivière Tyne est traversée sur un pont dédié. De Pelaw à Sunderland, le réseau partage les voies avec les trains du Northern Rail. Entre Suderland et South Hylthon, 4,5 km de voies ont été posées. Des stations de correspondance avec les trains régionaux existent à Sunderland, Heworth et Newcastle Central. La ligne verte part en outre depuis l'aéroport de Newcastle.
| Ligne                     | Couleur | Trajet                    | Date ouverture | Stations |
| ------------------------- | ------- | ------------------------- | -------------- | -------- |
| Ligne jaune (Yellow Line) | Jaune   | South Shields ↔ St. James | 1980           | 45       |
| Ligne verte (Green Line)  | Vert    | Airport ↔ South Hylton    | 1984           | 25       |

## Matériel
Le parc matériel est constitué d'environ 90 rames (en 2006), construites par Metro-Cammel à Birmingham, qui lorsqu'elles sont en circulation sont alimentées par caténaire en courant continu à la tension de 1500 volts. Les voitures sont accouplées de manière permanente par 2 avec une intercirculation entre les deux voitures. Une rame est constituée de 2 ensembles de ce type plus rarement d'un seul ensemble ou de 3 ensembles. Les ensembles de 2 véhicules font 27,43 mètres de long et 2,7 mètres de large et peuvent circuler à la vitesse de 80 km/h. Au milieu des années 90 les rames ont été rénovées et des sièges ont été retirés.
En février 2020, le constructeur ferroviaire suisse Stadler a remporté l'appel d’offres de Nexus, l’autorité organisatrice des transports en commun de Newcastle, pour la fourniture de 42 métros légers d'un montant de 700 millions £.